# Йоргос Кондогеоргис
Йоргос Кондогеоргис (на гръцки: Γιώργος Κοντογεώργης) е гръцки икономист, който става държавен служител и политик. Той изиграва решаваща роля в планирането и присъединяването на Гърция към Европейската икономическа общност (ЕИО) през 1981 г. и става първият европейски комисар на Гърция.

## Биография
Роден на 21 ноември 1912 г. на остров Тинос, Контогеоргис учи икономика във Висшето училище по икономика и бизнес в Атина и получава магистърска степен в Съединените щати.  Той се присъединява към гръцката държавна служба, като се издига до генерален директор на Министерството на търговията, но подава оставка от този пост, когато гръцката военна хунта поема властта след преврат през 1967 г. Когато гражданското управление е възстановено през 1974 г., министър-председателят Константинос Караманлис назначава Контогеоргис за заместник-министър на координацията и планирането.
На изборите през 1977 г. Контогеоргис е избран в гръцкия парламент като кандидат от партията „Нова демокрация“ на Караманлис. През 1979 г. Контогеоргис е един от подписалите договора, с който Гърция се присъединява към ЕИО, а през май 1980 г. новият министър-председател Джордж Ралис назначава Контогеоргис в своя кабинет като министър без портфейл, отговарящ за отношенията с ЕИО.
През януари 1981 г. Контогеоргис поема длъжността европейски комисар по транспорта, рибарството и туризма в Комисията на Торн. Той заема този пост до встъпването в длъжност на следващата Комисия в началото на 1985 г. По-късно той служи за два кратки периода като министър на националната икономика и туризма на Гърция, в края на 1989 г. и началото на 1990 г.